# Nonfermenter
Nonfermenter (auch nicht fermentierende Bakterien) sind eine taxonomisch uneinheitliche Gruppe von aeroben Bakterien der Abteilung Proteobacteria, die Glucose oxidativ oder gar nicht abbauen und nicht zur Fermentation im Sinne von Gärung fähig sind. Das schließt aber nicht aus, dass einige Arten Glucose oder andere Zucker abbauen können. Sie verfügen nämlich über Stoffwechselwege, die als anaerobe Atmung zusammengefasst werden. Korrekter (aber weniger verwendet) ist die Bezeichnung als anoxische Atmung, da sie ohne Sauerstoff (O2) trotzdem in der Lage sind, einen oxidativen Energiestoffwechsel durchzuführen. Statt O2 werden andere Elektronenakzeptoren als Oxidationsmittel verwendet, beispielsweise Nitrat oder dreiwertige Eisen-Ionen (Fe3+).
Diese kokkoiden oder stäbchenförmigen Bakterien können den Nasskeimen zugeordnet werden. Sie sind keine Sporenbildner und zudem gramnegativ. Einige Arten sind ebenfalls Krankheitserreger für den Menschen, weshalb ihr Nachweis (z. B. mit API NE) eine große Relevanz in der Bakteriendiagnostik hat.
Im Folgenden sind nur die Gattungen aufgeführt.

## Liste der Nonfermenter
- Acinetobacter
- Bordetella
- Burkholderia
- Legionella
- Moraxella
- Pseudomonas
- Stenotrophomonas

Vertreten sind dabei auch pathogene Arten wie Pseudomonas aeruginosa und Moraxella catarrhalis.